# Казначейские билеты России и СССР
Казначейский билет (от фр. billet — свидетельство, удостоверение) — бумажные деньги, выпускаемые казначейством. Эмиссия казначейского билета обусловливается необходимостью финансирования государственных расходов. Представляют редко используемый в современный период вид неразменных на валюту или золото бумажных денег. Казначейский билет относят к краткосрочным обязательствам государства, находящимся в обращении. По своим признакам и свойствам казначейские билеты близки к банкнотам — банковским денежным билетам.

## История
Государственный казначейский билет — в настоящее время довольно редко встречающейся вид государственных ценных бумаг, распространяемых среди населения.
Казначейский билет выпускается органами казначейства для покрытия дефицита государственного бюджета. К казначейскому билету также обычно принято относить и краткосрочные обязательства государства, находящиеся в обращении.
Краткосрочные билеты выпускаются на срок от одного года, а долгосрочные на 25 лет. Кроме того государство обязуется выплачивать держателю билета установленные доходы в течение всего срока, на который был выпущен билет. По сути, казначейский билет близок к банкнотам государственного банка.
С исторической точки зрения выпуск казначейских билетов был обусловлен необходимостью финансирования дефицита государственного бюджета. В России с 1836 года был создан специальный государственный орган, занимающийся решением возникающих финансовых вопросов страны — Казначейская эмиссия.
С 1922 года в России проводилась денежная реформа, именно тогда был введён запрет обмена казначейских билетов на драгоценные металлы.
Эмиссия казначейских билетов СССР была прекращена в 1990 году, а в 1993-м они были полностью изъяты из обращения путём обмена на билеты Банка России.

## Казначейские билетыРоссийской империи

### Казначейские билеты 1831—1840 годов
Впервые казначейские билеты были выпущены на покрытие чрезвычайных расходов суммой 40 миллионов рублей, выпускались четырьмя разрядами (сериями) по 10 миллионов каждая серия. Серии представляют собой один из видов краткосрочных текущих государственных займов. В России серии появились в 1831 году. Выпуск билетов государственного казначейства начался в том же году, они выпускались по номиналу 250 рублей с выплатой 4,32 % ежегодно или 90 копеек в месяц. Выплаты процентов производились ежегодно в казначействах. Выпуск билетов планировалось погасить за 4 года. В 1834 году государству понадобилось выпустить билетов ещё на сумму 40 миллионов рублей четырьмя сериями с планом погасить их в течение 6 лет.
На обратной стороне купюры находились квадраты для отметок о уплате процентов, в квадратах штемпелем ставились отметки о выплате.

### Казначейские билеты 1840—1860 годов
В 1840 году, в преддверии реформы денежной системы, государством было принято решение о выпуске ещё одного разряда серий казначейских билетов. Новые серии писали на серебро, а номинал билетов стал равен 50 рублям. Билеты государственного казначейства печатались на гербовой бумаге. Отпечатанные билеты Министерство финансов отправляло во все уездные казначейства для распространения, первая такая рассылка состоялась в 1831 году.

### Казначейские билеты 1860—1885 годов
В 1860 году внешний вид казначейских билетов вновь изменился, вместо квадратов с отметками на сериях появились купоны, которые находились вокруг билета, а при уплате процентов отрезались казначеями. С 1863 года выплаты процентов по билетам государственного казначейства стали производить по предъявлению купонов от них.

### Казначейские билеты 1885—1917 годов
Начиная с 1885 года, начисление процентов происходит с первого числа определённого месяца и года, о чём делается специальная отметка на Билете государственного казначейства. Также проценты начисляются по истечении одного года или нескольких лет, но всегда за полные истёкшие годы. В 1887 году серии признаются официальным платёжным средством, но лишь на тот период времени, на который они были выпущены, то есть в течение 10 лет. Билеты теперь приносят не такую прибыль, как ранее, а всего лишь 3,79 копеек в год. Появляется новый номинал билета в 100 рублей.

## Казначейские билеты Временного правительства 1917 года
Расходы Российской республики росли слишком высокими темпами, в связи с чем с первых дней своего существования Временное правительство приступило к выпуску бумажных денег, 4 марта 1917 года Временное правительство принимает специальный указ на выпуск денежных знаков объёмом 8,5 миллиардов рублей. В дальнейшем последовал ряд специальных постановлений от 15 мая, 11 июля, 7 сентября, 6 октября, благодаря которым объём выпуска денег был доведён до 16,5 миллиардов рублей.
Указом от 23 августа 1917 года производится эмиссия государственных казначейских знаков достоинством 20 и 40 рублей, получивших в народе название «керенки».

О новых денежных знаках. От Министерства Финансов. Расходы Российской республики беспрерывно увеличиваются. Требуется всё большее количество денежных знаков. Между тем, Экспедиция Заготовления Государственных Бумаг не имеет возможности своевременно печатать в таком громадном числе кредитные билеты установленного образца.
Чтобы выйти из затруднения, решено было изготовить деньги нового образца, новой формы, более легкой и удобной по техническим условиям для скорейшего изготовления. Казначейские деньги обеспечиваются всем имуществом, всеми доходами и всеми налогами, находящимися в распоряжении государства, всем достоянием республики, совершенно так же, как и те кредитные билеты, которые всем знакомы и которые печатались до сих пор.
Новые деньги в 20 и 40 рублей можно сдавать в любое казначейство, в любой банк, в сберегательные кассы и во всякие платежи между частными лицами. Их должны принимать и принимают в магазинах, лавках и по всем вообще расчётам и платежам. Очень легко проверить это каждому, кто спросит о том в казначействах, в банках, в сберегательных кассах и у любого сведущего человека.
Министерство Финансов заявляет, что новые деньги имеют совершенно такую же силу, как и прежние, и обеспечены в той же мере, как и те, к которым все привыкли. Министерство Финансов приглашает не верить тем смутьянам, которые пробрались к нам из неприятельских стран и стараются всячески запугать народ, смутить его покой.
— «Новое время» (Петроград), 21 сентября 1917 г., с. 2
Выпуск «керенок» Временное правительство готовило в сжатые сроки, об этом довольно красноречиво свидетельствует тот факт, что в основу внешнего вида новых денежных знаков был положен рисунок знаков почтовой оплаты — русской марки консульской пошлины в 10 рублей, выпускавшейся до Февральской революции.
Новые денежные знаки и марки консульской пошлины имели почти одинаковые рисунки и одинаковые размеры. Единственным отличием «керенок» стал иной текст на банкноте, надпись «Консульская пошлина», содержавшаяся на марках, была заменена словами «Казначейский знак». Внизу на светлом поле, где на марке изображалась аббревиатура «МИД», на денежном знаке помещён текст: «Обязателен к обращению наравне с кредитными билетами». Кроме того, если на марках консульской пошлины был изображён герб Российской империи, то на «керенках» — герб новой России в виде орла без короны, скипетра и державы, с опущенными вниз крыльями. Также присутствовали такие отличия, как цвет бумаги, отсутствие номеров и серий на «керенках», отсутствие водяных знаков, перфорации, указание года выпуска, подписи управляющего и кассира Госбанка. В обращение они поступали неразрезанными напечатанными листами, каждый из которых содержал до 40 денежных знаков.
В целях затруднения изготовления фальшивых денежных знаков оборотная сторона казначейских знаков имела довольно сложный рисунок. На «керенках» помещалось и предупреждение для желающих изготовить поддельные знаки: «Подделка преследуется законом». Однако всё это не спасло их от подделок.
Изъятие казначейских знаков началось в 1921 году, а уже в октябре 1922 года они потеряли свою платёжеспособность.

### Керенки 1917 года
- 20 рублей 1919 (аверс)
- 20 рублей 1919 (реверс)
- 40 рублей 1917 (аверс)
- 40 рублей 1917 (реверс)

## Казначейские билетыСССР

### Казначейские билеты 1934—1945 годов
Казначейские билеты достоинством в 1, 3 и 5 рублей 1934 года выпуска внешне мало чем отличались от билетов более раннего выпуска. Оформление их было достаточно простое и скучное: бумага использовалась без водяных знаков, но с рисунками, состоящими из орнаментов, рамок и розеток. Расцветка купюр однотонная, на билете присутствовал государственный герб Союза Советских Социалистических Республик, а также надпись с достоинством билета на семи языках республик СССР.
При повторной эмиссии казначейских билетов образца 1934 года выпуска подпись народного комиссара финансов Гринько Григория Фёдоровича была снята, и дальнейший выпуск билетов проходил без подписи.
С начала 1937 года денежные знаки СССР внешне изменились в лучшую сторону, их художественное оформление стало более изысканным, на аверсе банкнот появилось изображение портрета В. И. Ленина работы художников А. Эберлинга и А. Блюма. Авторами эскизов купюр достоинством в один червонец стали С. Поманский, 3, 5 и 10 рублей — И. Дубасов. Новые казначейские билеты также печатались на бумаге без водяных знаков. Кроме того, теперь их достоинство было напечатано на 11 языках союзных республик.
Казначейские билеты 1938 года выпуска также были выпущены на бумаге без водяных знаков. На данных купюрах были помещены изображения: шахтёра с отбойным молотком — билет достоинством в один рубль, красноармейца в походном снаряжении — билет достоинством в три рубля, лётчика у самолёта — билет достоинством в пять рублей. Все эти казначейские билеты были в обращении вплоть до окончания Великой Отечественной войны.
- Казначейский билет достоинством в 1 рубль. СССР. 1934 год. Аверс.
- Казначейский билет достоинством в 3 рубля. СССР. 1934 год. Аверс.
- Казначейский билет достоинством в 5 рублей. СССР. 1934 год. Аверс.

### Казначейские билеты 1947—1961 годов
14 декабря 1947 года было принято постановление «О проведении денежной реформы и отмене карточек на продовольственные и промышленные товары» для ликвидации последствий войны. Постановление предусматривало замену ранее выпущенных денежных знаков новыми, а также их обмен в течение одной недели в соотношении 10 к 1. То есть один червонец (10 рублей) после обмена становился 1 рублём. Вклады населения до трёх тысяч рублей пересчёту не подлежали, а вклады свыше трёх тысяч пересчитывались по льготному тарифу. Металлические деньги, выпущенные ранее, обмену не подлежали.
Советские казначейские билеты вновь преобразовали свой облик — текст, обозначающий их достоинство, печатался на 16 языках в изменённой последовательности: на русском, украинском, белорусском, узбекском, казахском, грузинском, азербайджанском, литовском, молдавском, латышском, киргизском, таджикском, армянском, туркменском, эстонском и карельском. Все три купюры достоинством в 1, 3 и 5 рублей вновь не приобрели художественных рисунков, а автором эскизов являлся И. Дубасов.
В 1957 году достоинство билетов было перепечатано на 15 официальных языках СССР в следующем порядке: на русском, украинском, белорусском, азербайджанском, грузинском, армянском, туркменском, узбекском, таджикском, казахском, киргизском, молдавском, литовском, латышском и эстонском. Это соответствовало хронологически вхождению республик в состав государства.
- Государственный казначейский билет СССР, 1957 год, 5 рублей, обратная сторона.
- Государственный казначейский билет СССР, 1957 год, 3 рубля, обратная сторона.
- Государственный казначейский билет СССР, 1957 год, 1 рубль, обратная сторона.

### Казначейские билеты 1961—1991 годов
4 мая 1960 года было принято постановление Совета министров СССР за № 470 «Об изменении масштаба цен и замене ныне обращающихся денег новыми деньгами».
Население страны было заранее проинформировано о предстоящей денежной реформе, которая состоялась 1 января 1961 года. Обмен денежных знаков образца 1947 года планировалось провести в трёхмесячный срок по соотношению: 10 рублей 1947 года выпуска за 1 рубль 1961 года выпуска. Изменение масштаба цен и укрупнение денежной единицы позволяло решить ряд задач: повышение роли рубля в народном хозяйстве, упрощение ведения кассового хозяйства, облегчение расчётов, повышение доли металлической монеты в обороте и ряд других задач.
Государственные казначейские билеты СССР 1961 года были выпущены трёх номиналов, как и ранее — 1, 3 и 5 рублей. Новые казначейские билеты были отпечатаны на бумаге с водяными знаками в виде пятиконечных звёзд. Оборотная сторона на всех купюрах однотипна: обозначение номинала банкноты на 15 языках союзных республик, текст «Подделка государственных казначейских билетов преследуется по закону», а также изображены виньетки и декоративные формы. В левой части банкнот белое поле с обозначением номинала. На лицевой стороне казначейских билетов присутствуют панорама Кремля со стороны Москва-реки на трёхрублёвой купюре и изображение Спасской башни Московского Кремля на пятирублёвой. Авторами рисунка купюр являются: С. Поманский — лицевая сторона купюр, И. Дубасов — оборотная сторона купюр.

### Денежные билеты 1991—1993 годов
Денежная реформа 1991 года фактически упразднила понятие казначейского билета, так как на новых банкнотах 1, 3 и 5 рублей указывалась[кем?] надпись «Билет государственного банка СССР», как и на более крупных купюрах. Выпущенные ранее казначейские билеты обращались наравне с билетами Госбанка СССР вплоть до реформы 1993 года, изъявшей из обращения все банкноты СССР.
«1991. От имени Государственного банка СССР стали выпускаться денежные билеты 1, 3 и 5 рублей (до этого официально именовавшиеся „государственными казначейскими билетами СССР“…»

«1992. Ликвидирован Госбанк СССР».

## Документы
- Постановление Центрального исполнительного комитета СССР и Совета Народных Комиссаров СССР от 5 февраля 1924 года о выпуске государственных казначейских билетов. Постановлением ЦИК и СНК Союза ССР 4 апреля 1924 г. (Вестник ЦИК, СНК и СТО, 1924, N 4, ст. 124) срок введения в жизнь данного акта на территории РСФСР установлен — 1 апреля 1924 г.